# Baladas líricas
Baladas líricas y otros poemas —título original: Lyrical Ballads, with a Few Other Poems— es una colección de poemas escritos por William Wordsworth y  Samuel Taylor Coleridge, publicada por primera vez en 1798. En general, se considera que esta obra marcó el inicio del Romanticismo en el Reino Unido. La respuesta crítica fue débil al comienzo, pero luego se volvió un hito histórico, que transformó la poesía y la literatura inglesa. 
La mayoría de los poemas de la edición de 1798 fueron compuestos por Wordsworth; Colerdige contribuyó con solamente cuatro poemas, si bien conforman cerca de un tercio del libro debido a su extensión. Dentro de ellos está una de sus obras más conocidas: The Rime of the Ancient Mariner.
En 1800 se publicó una segunda edición, en la que Wordsworth incluyó poemas adicionales y un prefacio en el que se detallaron los principios poéticos comunes de ambos autores. En la tercera edición, de 1802, Wordsworth añadió un apéndice titulado Poetic Diction, en el que expandió las ideas planteadas en el prefacio.

## Contenido
Wordsworth y Coleridge se empeñaron en deshacer lo que consideraban las irritantes, aprendidas y esculturales formas poéticas del siglo XVIII en la poesía inglesa, para hacerla más accesible al lector promedio a través de versos escritos en un lenguaje común, cotidiano. Enfatizaron la vitalidad de la voz viva, utilizada por los pobres para expresar su realidad. Este lenguaje también ayuda a afirmar la universalidad de las emociones humanas. Hasta el título de la colección alude a formas tradicionales de arte: la palabra «líricas» conecta los poemas con los antiguos bardos del pueblo y le otorga un aire de espontaneidad, mientras que las «baladas» son el modo oral de contar una historia para la gente común. En el «Aviso» incluido en la edición de 1789, Wordsworth explicó su concepción poética: 

A la mayoría de los poemas que siguen se los debe considerar experimentos. Fueron escritos especialmente con la idea de constatar cuán adaptado está a los propósitos del placer poético el lenguaje de las conversaciones en las clases sociales media y baja.

Si el experimento con el lenguaje popular no fue suficiente desvío de la norma, el enfoque sobre la gente del campo, simple y sin educación como tema de la poesía, fue un claro giro hacia la literatura moderna. Una de las temáticas principales de las Baladas líricas es el retorno al estado original de la naturaleza, en el cual se podía llevar una existencia más inocente y pura. Wordsworth suscribía la creencia de Rousseau según la cual la humanidad era esencialmente buena pero se corrompió por la influencia de la sociedad. Esto se conecta con los sentimientos que recorrían Europa antes de la Revolución francesa.